# Euphorbia ramofraga
Euphorbia ramofraga är en törelväxtart som beskrevs av Denis, Jean-Henri Humbert och Jacques Désiré Leandri. Euphorbia ramofraga ingår i släktet törlar, och familjen törelväxter. IUCN kategoriserar arten globalt som otillräckligt studerad. Inga underarter finns listade i Catalogue of Life.